# Liste der Monuments historiques in Doncourt-lès-Longuyon
Die Liste der Monuments historiques in Doncourt-lès-Longuyon führt die Monuments historiques in der französischen Gemeinde Doncourt-lès-Longuyon auf.

## Liste der Objekte
| Bezeichnung                | Beschreibung | Standort                                  | Kennzeichnung | Schutzstatus | Datum | Bild |
| -------------------------- | --- | ----------------------------------------- | ------------- | ------------ | ----- | ---- |
| Skulptur heiliger Antonius | Stein, farbig gefasst, 16. Jahrhundert | in der Kirche St-Jacques-le-Majeur (Lage) | PM54001521    | Inscrit      | 1993  |      |
| Weihwasserbecken           | Gusseisen, 16. oder 17. Jahrhundert | in der Kirche St-Jacques-le-Majeur (Lage) | PM54001520    | Inscrit      | 1992  |      |
| Prozessionskreuz           | Holz, farbig gefasst, 17. oder 18. Jahrhundert | in der Kirche St-Jacques-le-Majeur (Lage) | PM54001517    | Inscrit      | 1992  |      |
| Skulptur Petrus            | Eichenholz, farbig gefasst, Mitte des 18. Jahrhunderts                                                                                               | in der Kirche St-Jacques-le-Majeur (Lage) | PM54001518    | Inscrit      | 1992  |      |
| Hauptaltar                 | Altartisch und Tabernakel; Eichenholz, farbig gefasst und vergoldet, drittes Viertel des 18. Jahrhunderts                                            | in der Kirche St-Jacques-le-Majeur (Lage) | PM54001515    | Inscrit      | 1992  |      |
| Zwei Seitenaltäre          | jeweils Altartisch und Retabel; Eichenholz, farbig gefasst und vergoldet; Retabel vom Ende des 17. Jahrhunderts, Altartische aus dem 19. Jahrhundert | in der Kirche St-Jacques-le-Majeur (Lage) | PM54001516    | Inscrit      | 1992  |      |
| Skulptur Heiliger Donatus  | Eichenholz, farbig gefasst und vergoldet, 18. Jahrhundert                                                                                            | in der Kirche St-Jacques-le-Majeur (Lage) | PM54001519    | Inscrit      | 1992  |      |